# Siriella oberon
Siriella oberon är en kräftdjursart som först beskrevs av John Nathaniel Couch 1856.  Siriella oberon ingår i släktet Siriella och familjen Mysidae. Inga underarter finns listade i Catalogue of Life.